# میلتیاد ۲۶۶۳
سیارک ۲۶۶۳ (به انگلیسی: 2663 Miltiades، نامگذاری:6561P-L) دو هزار و ششصد و شصت و سومین سیارک کشف شده‌است که در ۲۴ سپتامبر ۱۹۶۰ کشف شد.
قدر مطلق سیارک برابر ۱۴٫۰۰ است.